# Laphria leptogaster
Laphria leptogaster är en tvåvingeart som beskrevs av Perty 1833. Laphria leptogaster ingår i släktet Laphria och familjen rovflugor. Inga underarter finns listade i Catalogue of Life.